# Lichenopteryx despecta
Lichenopteryx despecta is een vlinder uit de familie van de Eupterotidae. De wetenschappelijke naam van de soort is voor het eerst geldig gepubliceerd in 1874 door Felder.